# Skam
Skam (hrv. Sram) norveška je dramska televizijska serija o svakodnevnom životu tinejdžera koji pohađaju srednju školu. U fokusu svake sezone je jedan od glavnih likova, a serija prikazuje razne probleme s kojima se mladi ljudi susreću. 
Serija je postigla znatnu gledanost u Norveškoj i svijetu te time postala međunarodni serijal s francuskom, njemačkom, talijanskom, američkom, nizozemskom i belgijskom inačicom.   Hrvatska verzija serije pod nazivom Sram bila je najavljena u travnju 2024. godine.

## Radnja
Serija prati skupinu likova koji pohađaju srednju školu Hartvig Nissen. Radnja prikazuje Evu, Nooru, Isaka i Sanu te njihove živote, probleme i prijatelje. Oni se susreću s raznim problemima ljubavi, seksualnosti, vjere, spola, standarda ljepote i pronalaženja sebe.

## Likovi

### Centralni likovi
- Lisa Teige kao Eva Kviig Mohng glavni je lik u prvoj sezoni. Eve je početku serije nedavno počela izlaziti s Jonasom, koji je upravo prekinuo vezu s Evinom najboljom prijateljicom Ingrid. Njezin odnos s Jonasom je kompliciran i teško mu je vjerovati, što ju je na kraju navelo da ga prevari, zbog čega na kraju sezone prekidaju. Eva živi kod kuće sa zaposlenom mamom i kreće u srednju školu zajedno sa svojim prijateljima i bivšim kolegama iz razreda Jonasom, Ingrid, Sarom i Isakom. Izgubivši svoje bivše najbolje prijateljice Ingrid i Saru zbog veze s Jonasom, ona započinje nova prijateljstva s Noorom, Chrisom, Vilde i Sanom. Nakon prve sezone, Eva je uglavnom prikazana kao otvorena i promiskuitetna partijanerica.

- Josefine Frida Pettersen kao Noora Amalie Sætre glavni je lik u drugoj sezoni. Noora je u prvoj i drugoj sezoni prikazana kao samouvjeren i pametan lik. U drugoj sezoni, međutim, otkriva se da ona ipak ima neke nesigurnosti. Živi s dvije cimerice i nema kontakta s roditeljima. Za razliku od svojih prijateljica Eve, Chrisa i Vilde, Noora ne voli piti niti se družiti s dečkima. Kad William nastavi koketirati s njom, ona se s vremenom zainteresira za njega, ali zbog predrasuda prema njemu to teško prihvaća. Završavaju u vezi na kraju druge sezone. U trećoj i četvrtoj sezoni Noora se suočava s komplikacijama u svojoj vezi s Williamom.

- Tarjei Sandvik Moe kao Isak Valtersen glavni je lik u trećoj sezoni. Isak je blizak prijatelj i Eve i Jonasa u prvoj sezoni. Na kraju sezone, Noora i Eva pronalaze homoseksualnu pornografiju na Isakovom mobitelu, što izaziva sumnju u njegovu seksualnu orijentaciju. Treća sezona prati Isakove borbe da prihvati svoju seksualnost. On upoznaje Evena i njih dvoje se brzo zaljubljuju i počnu tajno viđati. Međutim, Isak nesvjesno gura Evena (koji ima bipolarni poremećaj) otkrivajući da ne želi biti u blizini ljudi s mentalnim poremećajima, zbog njegovih traumatizirajućih iskustava s mentalno bolesnom majkom. Nakon što se borio sa svojim osjećajima prema Evenu, Isak odlučuje otkriti svoju sekuslanost svom najboljem prijatelju Jonasu, a na kraju i drugim ljudima s kojima je blizak. Uz pomoć svojih prijatelja, ponovno je u vezi s Evenom, ali nakon što Even ima maničnu epizodu, ponovno se distancira od njega zbog straha i slomljenog srca. Međutim, nakon razgovora s prijateljima, on počinje bolje razumijeti Evenovu situaciju i ponovno se susreće s Evenom nakon što shvati da ga voli, prihvaćajući prepreke koje stvara njegov poremećaj. U četvrtoj sezoni Isak je prikazan mnogo sretnijim, jer živi udobno i javno u vezi s Evenom.

- Iman Meskini kao Sana Bakkoush glavni je lik u četvrtoj sezoni. Sanina najveća borba kroz cijelu seriju je živjeti tradicionalnim muslimanskim načinom života i tradicionalnim norveškim stilom života u gimnaziji u isto vrijeme. Sana je prikazana kao odlučna i elokventna, ali se suočava sa stalnim predrasudama svojih kolega, roditelja i ljudi koje sreće na ulici, što Sanu ponekad navodi na donošenje iracionalnih odluka. Za razliku od Eve, Noore i Isaka,  Sana ima blizak odnos sa svojom obitelji. U četvrtoj sezoni zaljubljuje se u Yousefa, za kojeg isprva misli da je musliman, ali se ispostavi da nije. Nakon prvih pokušaja da se distancira od njega, oni se kasnije zbliže.

### Ostali likovi
- Marlon Valdés Langeland kao Jonas Noah Vasquez, Evin dečko u prvoj sezoni. On je i Isakov najbolji prijatelj i razredni kolega svih glavnih likova.
- Ulrikke Falch kao Vilde Hellerud Lien, naivna četvrta članica glavne djevojačke ekipe.
- Ina Svenningdal kao Christina "Chris" Berg, zabavna peta članica djevojačkog tima. Obično izbjegava većinu sukoba i duboke emociolane razgovore.
- Thomas Hayes kao William Magnusson, Noorin dečko u drugoj sezoni. On je dvije godine stariji od ostalih likova, ali također pohađa Nissen u prve dvije sezone.
- Carl Martin Eggesbø kao Eskild Tryggvasson, Noorin cimer u drugoj i četvrtoj sezoni, te Isakov u trećoj sezoni.
- Henrik Holm kao Even Bech Næsheim, Isakov dečko. Evenu je dijagnosticiran bipolarni poremećaj u nekom trenutku prije 3. sezone.
- David Stakston kao Magnus Fossbakken, Isakov neugodni prijatelj i kolega iz razreda. U četvrtoj sezoni je u vezi s Vilde.
- Sacha Kleber Nyiligira kao Mahdi Disi, Isakov prijatelj i razredni kolega.
- Cengiz Al kao Yousef Acar, Sanina simpatija koji je ateist i Evenov bivši kolega iz razreda.

## Prikazivanje
Tijekom prikazivanja, novi isječak, razgovor između likova ili objava na društvenim mrežama u stvarnom se vremenu objavljivala na internetskoj stranici NRK-a. Novi materijal se objavljivao svakodnevno, a petkom se sadržaj objedinio i spojio u jednu punu epizodu. Fiktivni likovi iz serije imaju profile na društvenim mrežama, poput Instagrama, gdje gledatelji mogu pratiti njihove aktivnosti. Serija gledateljima omogućuje javnu interakciju tijekom trajanja epizode.

### Pregled serije
| Sezona | Sezona | Epizode | Epizode | Originalno emitiranje | Originalno emitiranje | Centralni lik      |
| Sezona | Sezona | Epizode | Epizode | Premijera             | Finale                | Centralni lik      |
| ------ | ------ | ------- | ------- | --------------------- | --------------------- | ------------------ |
|        | 1.     | 11      | 11      | 25. rujna 2015.       | 11. prosinca 2015.    | Eva Kviig Mohn     |
|        | 2.     | 12      | 12      | 4. ožujka 2016.       | 3. lipnja 2016.       | Noora Amalie Sætre |
|        | 3.     | 10      | 10      | 7. listopada 2016.    | 16. prosinca 2016.    | Isak Valtersen     |
|        | 4.     | 10      | 10      | 14. travnja 2017.     | 14. lipnja 2017.      | Sana Bakkoush      |

## Međunarodne inačice
| Boja | Značenje boje u tablicama     |
| ---- | ----------------------------- |
|      | Serija ima nadolazeću sezonu. |
|      | Serija se više ne prikazuje.  |
|      | Status serije je nepoznat.    |

| Regija/država | Lokalni naziv | Mreža                              | Premijera           |
| ------------- | ------------- | ---------------------------------- | ------------------- |
| Francuska     | SKAM France   | France.tv Slash France 4           | 5. veljače 2018.    |
| Belgija       | SKAM France   | RTBF Auvio La Trois                | 5. veljače 2018.    |
| Njemačka      | DRUCK         | funk ZDFneo                        | 24. ožujka 2018.    |
| Italija       | Skam Italia   | TIMvision Netflix                  | 29. ožujka 2018.    |
| SAD           | Skam Austin   | Facebook Watch                     | 27. travnja 2018.   |
| Španjolska    | SKAM España   | Movistar+                          | 16. rujna 2018.     |
| Nizozemska    | SKAM NL       | NPO 3                              | 16. rujna 2018.     |
| Belgija       | wtFOCK        | VIER VIJF Play More Streamz GoPlay | 10. listopada 2018. |
| Hrvatska      | Sram          | HRT                                | 27. listopada 2024. |